# Пророкова, Елена Юрьевна
Елена Юрьевна Пророкова (1 июня 1948 — 23 сентября 2022) — советский режиссёр-мультипликатор, художник-мультипликатор.

## Биография
В 1967—1973 училась на художественном факультете ВГИКа (маст. И. П. Иванова-Вано), с 1973 работала на к/ст «Союзмультфильм» художником-постановщиком.
В 1979—1981 училась на ВКСР (отделение режиссуры анимационного кино, маст. Ю. Б. Норштейна).
В 1981—1996 — режиссёр к/ст «Союзмультфильм». Работала в рисованной анимации. Как художник сотрудничала преимущественно с В. М. Угаровым и Р. А. Качановым. В 1990-х была членом правления и председателем художественного совета «Союзмультфильма» (до 1996).
Умерла 23 сентября 2022 года.

## Фильмография

### Режиссёр
- 1977 — Не смешно (Фитиль № 187) (совместно с Р. Качановым)
- 1982 — У попа была собака
- 1983 — Про речку
- 1984 — Птицелов
- 1986 — Сказка о глупом муже
- 1987 — С 9:00 до 18:00
- 1989 — Микко — сын Павловой
- 1995 — Выход

### Художник-постановщик
- 1975 — Наследство волшебника Бахрама
- 1977 — Последний лепесток
- 1977 — Не смешно (Фитиль № 187)
- 1978 — Весёлая карусель N 10. Бабочка и тигр
- 1978 — На задней парте (Выпуск 1)
- 1978 — Собрание мышей
- 1979 — Собачья радость (Фитиль № 202)
- 1979 — Первый
- 1980 — На задней парте (Выпуск 2)
- 1980 — Храбрый Назар
- 1983 — Наваждение Родамуса Кверка
- 1983 — Про речку
- 1991 — Иванушко
- 1992 — Сон в летнюю ночь

### Автор сценария
- 1982 — У попа была собака
- 1983 — Про речку
- 1995 — Добро пожаловать в XXI век

### Художественный руководитель
- 1995 — Добро пожаловать в XXI век

### Ассистент художника
- 1974 — Молодильные яблоки
- 1975 — Конёк-Горбунок